# Letonice
Letonice (en allemand : Letonitz, auparavant Lettonitz) est une commune du district de Vyškov, dans la région de Moravie-du-Sud, en République tchèque. Sa population s'élevait à 1 382 habitants en 2024.

## Géographie
Letonice se trouve à 12 km au sud-sud-ouest de Vyškov, à 26 km à l'est de Brno et à 208 km au sud-est de Prague.
La commune est limitée par Dražovice et Lysovice au nord, par Kučerov et Bohaté Málkovice à l'est, par Bučovice et Křižanovice au sud, et par Němčany à l'ouest.

## Histoire
La première mention écrite du village date de 1235.